# Alaejos (kommunhuvudort)
Alaejos är en kommunhuvudort i Spanien.   Den ligger i provinsen Provincia de Valladolid och regionen Kastilien och Leon, i den centrala delen av landet, 160 km nordväst om huvudstaden Madrid. Alaejos ligger 755 meter över havet och antalet invånare är 1 685.
Terrängen runt Alaejos är platt. Runt Alaejos är det glesbefolkat, med 16 invånare per kvadratkilometer. Närmaste större samhälle är Nava del Rey, 11,5 km öster om Alaejos. Trakten runt Alaejos består till största delen av jordbruksmark.